# World Series 2002
Le World Series 2002 sono state la 98ª edizione della serie di finale della Major League Baseball al meglio delle sette partite tra i campioni della National League (NL) 2002, i San Francisco Giants, e quelli della American League (AL), gli Anaheim Angels. A vincere il loro primo titolo furono gli Angels per quattro gare a tre.
Dall'introduzione delle wild card nella MLB nel 1994, queste furono le prime World Series in cui entrambe le finaliste si erano qualificate in tale modo ai play-off. Al 2017, gli Angels rimangono l'ultima squadra ad avere vinto le World Series alla loro prima apparizione. Questo titolo diede via all'epoca di maggior successo della loro storia, raggiungendo i playoff per sei stagioni tra il 2002 e il 2009 dopo che in precedenza vi sei erano qualificati solo tre volte, l'ultima delle quali nel 1986.

## Sommario

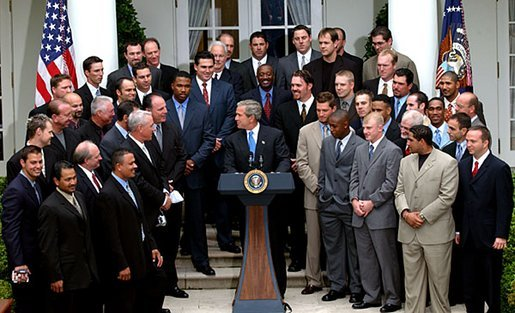
Gli Angels dal Presidente George W. Bush alla Casa Bianca

Anaheim ha vinto la serie, 4-3.
| Gara | Data       | Risultato                                      | Location                   | Tempo | Pubblico |
| ---- | ---------- | ---------------------------------------------- | -------------------------- | ----- | -------- |
| 1    | 19 ottobre | San Francisco Giants – 4, Anaheim Angels – 3   | Edison International Field | 3:44  | 44.603   |
| 2    | 20 ottobre | San Francisco Giants – 10, Anaheim Angels – 11 | Edison International Field | 3:57  | 44.584   |
| 3    | 22 ottobre | Anaheim Angels – 10, San Francisco Giants – 4  | Pacific Bell Park          | 3:37  | 42.707   |
| 4    | 23 ottobre | Anaheim Angels – 3, San Francisco Giants – 4   | Pacific Bell Park          | 3:02  | 42.703   |
| 5    | 24 ottobre | Anaheim Angels – 4, San Francisco Giants – 16  | Pacific Bell Park          | 3:53  | 42.713   |
| 6    | 26 ottobre | San Francisco Giants – 5, Anaheim Angels – 6   | Edison International Field | 3:48  | 44.506   |
| 7    | 27 ottobre | San Francisco Giants – 1, Anaheim Angels – 4   | Edison International Field | 3:16  | 44.598   |